# Spinolahuisje
Het Spinolahuisje, ook wel bekend onder de namen Spinolahuis, Huis van Spinola en De Gecroonde Spinola, was een huis dat gevestigd was op de Spaansekade, tussen de Oude Haven en Nieuwehaven in Rotterdam. Aan de overkant van het huis bevond zich de Roobrug. Het Spinolahuisje werd verwoest tijdens het bombardement op 14 mei 1940.

## Geschiedenis

### Het Spinolahuisje voor de oorlog
Het is onduidelijk wanneer het Spinolahuisje precies is gebouwd, maar vermoedelijk stond het er al in 1575. Hierdoor was het een van de oudste gebouwen van de stad. In de vroege 17e eeuw bevond de Marquis Ambrogio Spinola zich in Rotterdam. Op 31 januari 1608 arriveerde hij op het Ouden Hoofd (tegenwoordig de Spaansekade) met 4 koetsen en 150 sleden nadat hij door het Rotterdamse stadsbestuur plechtig werd ontvangen. Hij was op weg naar de Admiraliteit van de Maeze om met Prins Maurits van Oranje te onderhandelen over een wapenstilstand van de Tachtigjarige Oorlog, wat uiteindelijk het Twaalfjarig Bestand zou worden. Echter, hij kon niet verder met zijn tocht. De reden hiervoor was omdat het die dag hard had gevroren, met als gevolg dat de havens volledig waren dichtgevroren. Hij besloot daardoor om, vermoedelijk, in dit huis de nacht door te brengen alvorens hij weer op doorreis van Dordrecht naar Den Haag kon. Na het bezoek van Spinola kreeg het huis de nieuwe naam: het Spinolahuisje. Ook had een van de enthousiaste huiseigenaren een beeld van de Marquis laten ontwerpen als "eerbetoon" aan het bezoek. Op het beeld staat Spinola met kanten kraag en blote voeten. Het vertoont alle kenmerken van 'jong te paard en oud te voet': wie in zijn jeugd te weelderig leeft, lijdt armoede op zijn oude dag (vanDale). En dat lijkt bij Ambrogio Spinola het geval te zijn geweest. Dit beeld heeft heel lang aan de linkerkant van het Spinolahuisje gestaan.
In 1908 wordt het beeld, bestaande uit grenenhout, zwaar beschadigd nadat het door een storm van de gevel was losgerukt. Simon Miedema maakte hierna een nieuw beeld bestaande uit cement, en dit beeld sierde het gebouw daarna tot en met 1940. Het houten beeld wordt opgeslagen en bewaard in het Museum Rotterdam.
Naast het bezoek van de Marquis, is het huis ook meermaals van eigenaar veranderd. In een perkament van 15 januari 1766 is te lezen dat Jan de Ligt het Spinolahuisje heeft verkocht aan Jan Allard voor 11.000 gulden. In een perkament van 30 mei 1794 is vermeld dat de heer Allard het huisje heeft verkocht aan Michiel Pijpers voor 9900 gulden. Ten slotte staat in een perkament van 13 november 1807 dat Joseph Kamler het huisje heeft gekocht van de heer Pijpers voor 10.000 gulden.
In de late jaren van de oorlog was hier Bakkerij Spinola gevestigd.

### Het Spinolahuisje tijdens de oorlog
Tijdens het bombardement op Rotterdam werd het Spinolahuisje, evenals alle andere gebouwen aan de Spaansekade, volledig verwoest nadat het geraakt werd door de bommen. Ook het cementen beeld van Miedema werd hierbij verwoest. Er werd toen besloten om het huis, na de oorlog, niet te herbouwen.

Fotogalerij
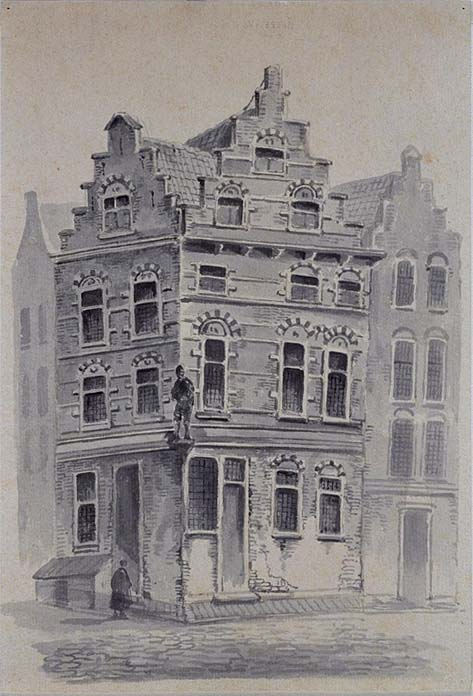
Een prent van hoe het Spinolahuisje er origineel uitzag in 1698.
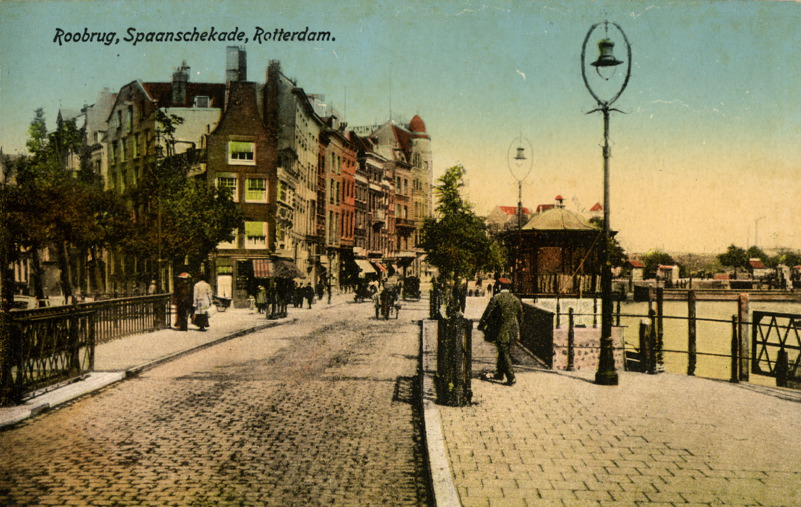
Zicht op de Spaansekade met het Spinolahuisje tegenover de Roobrug op de voorzijde in 1900.
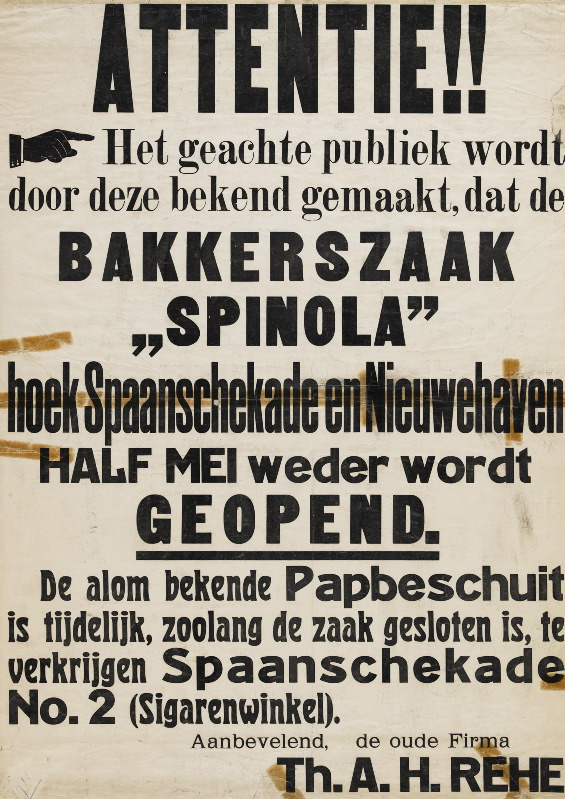
Een affiche voor de heropening van Bakkerij Spinola in 1911.
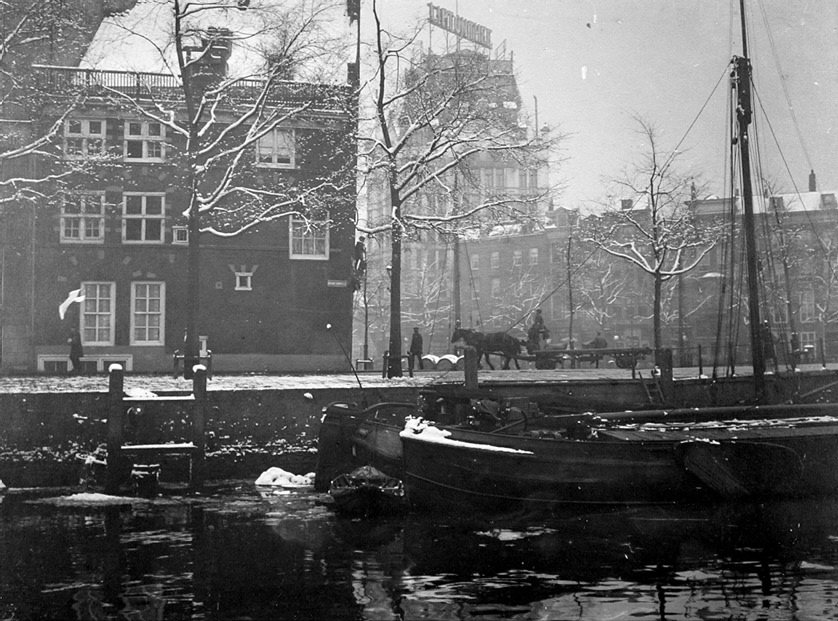
Een zijaanzicht van het Spinolahuisje vanaf de Nieuwehaven, met de Geldersekade en Witte Huis op de achtergrond.